# Distretto turistico
Il distretto turistico  è un'unione di più imprese pubbliche e private che collaborano per perseguire un unico obiettivo comune: pubblicizzare e valorizzare il territorio nel quale si trova il distretto.
All'interno di un distretto turistico si possono trovare comuni, alberghi o altre forme di alloggio, tour operator, agenzie di viaggi, APT, ed altre forme di imprese o aziende che operano nel settore turistico e che decidono di entrare nel distretto.

## Distretti odierni
Uno dei primi distretti turistici istituiti con un decreto del Ministero dei beni e delle attività culturali e del turismo in applicazione dell'art. 3 comma 4 del D.L. 13 maggio 2011, n. 70 è il distretto turistico "Sele Picentini".
Il 3 Gennaio 2018  ne vengono istituiti 7: Val di Magra e Unione dei Comuni della Val di Vara in Liguria; Altopiano della Sila in Calabria; Valli di Apua in Toscana; Centro Lario in Lombardia; Majella Madre in Abruzzo; Le Terre di Aristeo in Basilicata e il distretto turistico della provincia di Taranto in Puglia. L'11 gennaio dello stesso anno viene istituito il Distretto turistico "Eleonora d'Arborea" in Sardegna